# Rantzau (Familienname)
Rantzau ist ein deutscher Familienname.

## Namensträger
- Adeline zu Rantzau (1867–1927), deutsche Schriftstellerin
- Balthasar Rantzau (1497–1547), deutscher Geistlicher, Bischof von Lübeck
- Benedicta Margaretha von Rantzau (1683–1776), dänisch-deutsche Adlige und Unternehmensgründerin, siehe Benedicta Margaretha von Löwendal
- Breide Rantzau (Statthalter, 1506) (1506–1562), deutscher Ritter und dänischer Statthalter
- Breide Rantzau (Statthalter, 1556) (1556–1618), dänischer Staatsmann, Diplomat und Statthalter
- Breide Rantzau (Statthalter, 1563) (1563–1639), dänischer Statthalter
- Cai von Rantzau (1726–1792), Herr auf Gaartz im Kreis Oldenburg und Klosterpropst
- Christian zu Rantzau (Statthalter) (1614–1663), königlicher Statthalter von Schleswig-Holstein und Reichsgraf von Rantzau
- Christian Rantzau (Geheimrat), (1649–1704), Geheimrat und Gutsbesitzer auf Salzau, Rastorf und Ascheberg
- Christian von Rantzau (1682–1731), dänischer Generalleutnant
- Christian zu Rantzau (Regierungspräsident) (1683–1729), deutscher Gutsbesitzer, Domherr und Präsident der Bischöflichen Kollegien in Eutin
- Christian Rantzau (Statthalter), dänischer Statthalter in Norwegen
- Christian zu Rantzau (Gouverneur) (1796–1857), deutscher Verwaltungsjurist, Gouverneur von Lauenburg
- Christian zu Rantzau (Politiker) (1858–1939), deutscher Rittergutsbesitzer, Verwaltungsjurist und Politiker, MdL Preußen
- Christian Detlev Karl zu Rantzau (1772–1812), deutsch-dänischer Verwaltungsjurist und Kurator
- Christian Emil zu Rantzau (1716–1777), holsteinischer Gutsherr, Offizier und Hofbeamter in dänischen Diensten
- Christian Karl zu Rantzau (1830–1878), deutscher Gutsherr und Politiker, MdL Preußen
- Christoph von Rantzau (um 1623–1696), holsteinischer Gutsbesitzer
- Daniel Rantzau (1529–1569), dänischer Feldhauptmann und Herr auf Deutsch-Nienhof
- Daniel Rantzau (1534–1589) (auch Daniel von Rantzau), deutscher Geistlicher, Propst von Uetersen und Herr auf Salzau
- Daniel zu Rantzau (1875–1936), deutscher Verwaltungsbeamter
- Detlev Rantzau (1577–1639), schleswig-holsteinischer Gutsbesitzer und dänischer Amtmann
- Detlef von Rantzau (1897–1982), Richter
- Detlev Graf zu Rantzau (* 1930), deutscher Diplomat
- Ehrengard Gräfin zu Rantzau (geb. von der Schulenburg; 1906–2012), Besitzerin des Guts Noer
- Elisabeth von Rantzau (Ordensname Maria Elisabeth; 1624–1706), Klostergründerin
- Emil zu Rantzau (1827–1888), schleswig-holsteinischer Standesherr
- Ernst zu Rantzau (1802–1862), schleswig-holsteinischer Amtmann
- Frants Rantzau (1604–1632), dänischer Reichsrat, Reichshofmeister und Schwiegersohn von König Christian IV.
- Gerhard Rantzau (1558–1627), dänischer Statthalter in Schleswig-Holstein
- Hans zu Rantzau (1693–1769), holsteinischer Gutsherr
- Heino von Rantzau (1894–1946), deutscher Generalleutnant
- Heinrich Rantzau (auch Heinrich Ranzow; 1526–1598), dänischer Statthalter in Schleswig und in Holstein
- Heinrich Rantzau der Jüngere (1599–1674), Orientreisender
- Heinrich Rantzau (Gutsherr) (1695–1726), deutscher Gutsherr
- Heinrich von Rantzau (* 1944), deutscher Reeder
- Heinrich zu Rantzau (General) (1834–1891), deutscher Generalleutnant
- Heinrich Christian Graf zu Rantzau (1922–2001), deutscher Schriftsteller, Übersetzer und Forstwirt
- Henning Rantzau († 1531), Klosterpropst zu Uetersen
- Henriette Gräfin zu Rantzau († 2014), Äbtissin am Adeligen Kloster Itzehoe
- Hermann von Rantzau (1815–1891), deutscher Generalleutnant
- Johann Albrecht von Rantzau (1900–1993), deutscher Historiker und Hochschullehrer
- Jørgen Rantzau († 1713), dänischer General
- Josias Rantzau (1609–1650), Marschall von Frankreich
- Josias von Rantzau (1903–um 1950), deutscher Diplomat
- Katharina Rantzau, Äbtissin am Adeligen Kloster Itzehoe
- Kuno zu Rantzau (Diplomat) (1843–1917), deutscher Diplomat
- Kuno zu Rantzau-Breitenburg (1805–1882), deutscher Jurist, Gutsherr, Amateur-Architekt und Förderer der Auswanderung nach Neuseeland
- Lebrecht zu Rantzau (1890–1920), deutscher Verwaltungsbeamter
- Lilly zu Rantzau, geb. von Maltzahn (1895–1988), deutsche Schriftstellerin
- Liselotte von Rantzau-Essberger (1918–1993), deutsche Reederin
- Marianne von Rantzau (1811–1855), deutsche Diakonisse
- Melchior Rantzau († 1539), holsteinischer Ritter und Politiker
- Otto Rantzau (Propst) (um 1500–um 1580), deutscher Klosterprobst von Uetersen
- Otto von Rantzau (1809–1864), deutscher Klosterprobst von Uetersen, Diplomat und Politiker, MdL Holstein
- Otto zu Rantzau (Politiker) (1835–1910), deutscher Rittergutsbesitzer, Beamter und Politiker, MdL Preußen
- Otto zu Rantzau (Polizeipräsident) (1888–1946), deutscher Jurist, Ministerialbeamter und Polizeipräsident
- Otto Manderup Rantzau (1719–1768), dänischer Richter und Stiftamtmann von Island und den Färöern
- Peter Rantzau (1535–1602), dänischer Ratgeber des dänischen Königs und Amtmann in Flensburg
- Peter zu Rantzau (1733–1809), dänischer Kammerherr und Klosterprobst zu Uetersen
- Schack Carl von Rantzau (1717–1789), dänischer Offizier und Reichsgraf
- Ulrich von Brockdorff-Rantzau (1869–1928), deutscher Politiker und Diplomat